# St. Pancras en Joriskerk

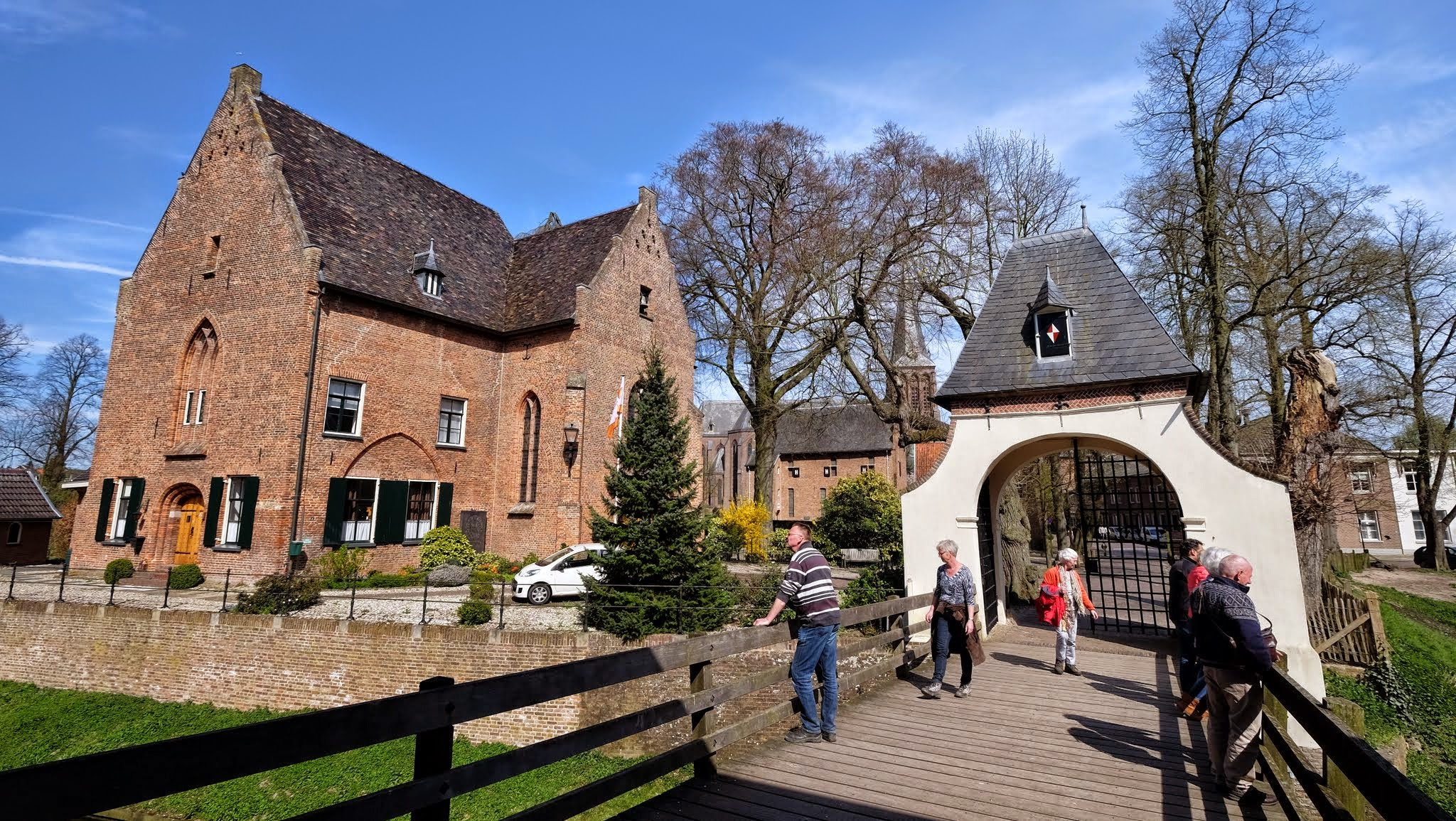
Reformierte Kirche (St. Pancras en Joris), im Hintergrund Turm der katholischen Sint-Pancratiuskerk

Die St. Pancras en Joriskerk (deutsch Sankt-Pankraz-und-Georgs-Kirche) in der Kleinstadt ’s-Heerenberg, heute Teil der Gemeinde Montferland in der niederländischen Provinz Gelderland, steht direkt neben der bekannten Wasserburg Huis Bergh. Das Kirchengebäude der Protestantischen Kirche in den Niederlanden darf nicht mit der römisch-katholischen und neugotischen Pancratiuskerk am Nordende des Marktes desselben Ortes verwechselt werden.
Die St. Pancras en Joriskerk besteht aus dem Querschiff und dem sehr kurzen und unregelmäßigen Schiff einer im 13. bis 15. Jahrhundert in mehreren Baustufen errichteten gotischen Backsteinkirche. Nach schweren Zerstörungen
in den Jahren 1568 (Achtzigjähriger Krieg) und 1603 wurden die noch brauchbaren Teile als Andachtsstätte wiederhergestellt. Reste von Turm und Chor verschwanden Anfang des 19. Jahrhunderts.